# Bastrop (Texas)
Bastrop es una ciudad ubicada en el condado de Bastrop en el estado estadounidense de Texas. En el Censo de 2010 tenía una población de 7218 habitantes y una densidad poblacional de 305,48 personas por km².

## Geografía
Bastrop se encuentra ubicada en las coordenadas 30°6′40″N 97°18′57″O / 30.11111, -97.31583. Según la Oficina del Censo de los Estados Unidos, Bastrop tiene una superficie total de 23.63 km², de la cual 23.34 km² corresponden a tierra firme y (1.23%) 0.29 km² es agua.

## Demografía
Según el censo de 2010, había 7218 personas residiendo en Bastrop. La densidad de población era de 305,48 hab./km². De los 7218 habitantes, Bastrop estaba compuesto por el 75.41% blancos, el 12.36% eran afroamericanos, el 0.78% eran amerindios, el 1.29% eran asiáticos, el 0.04% eran isleños del Pacífico, el 6.93% eran de otras razas y el 3.2% pertenecían a dos o más razas. Del total de la población el 24.34% eran hispanos o latinos de cualquier raza.

## Educación

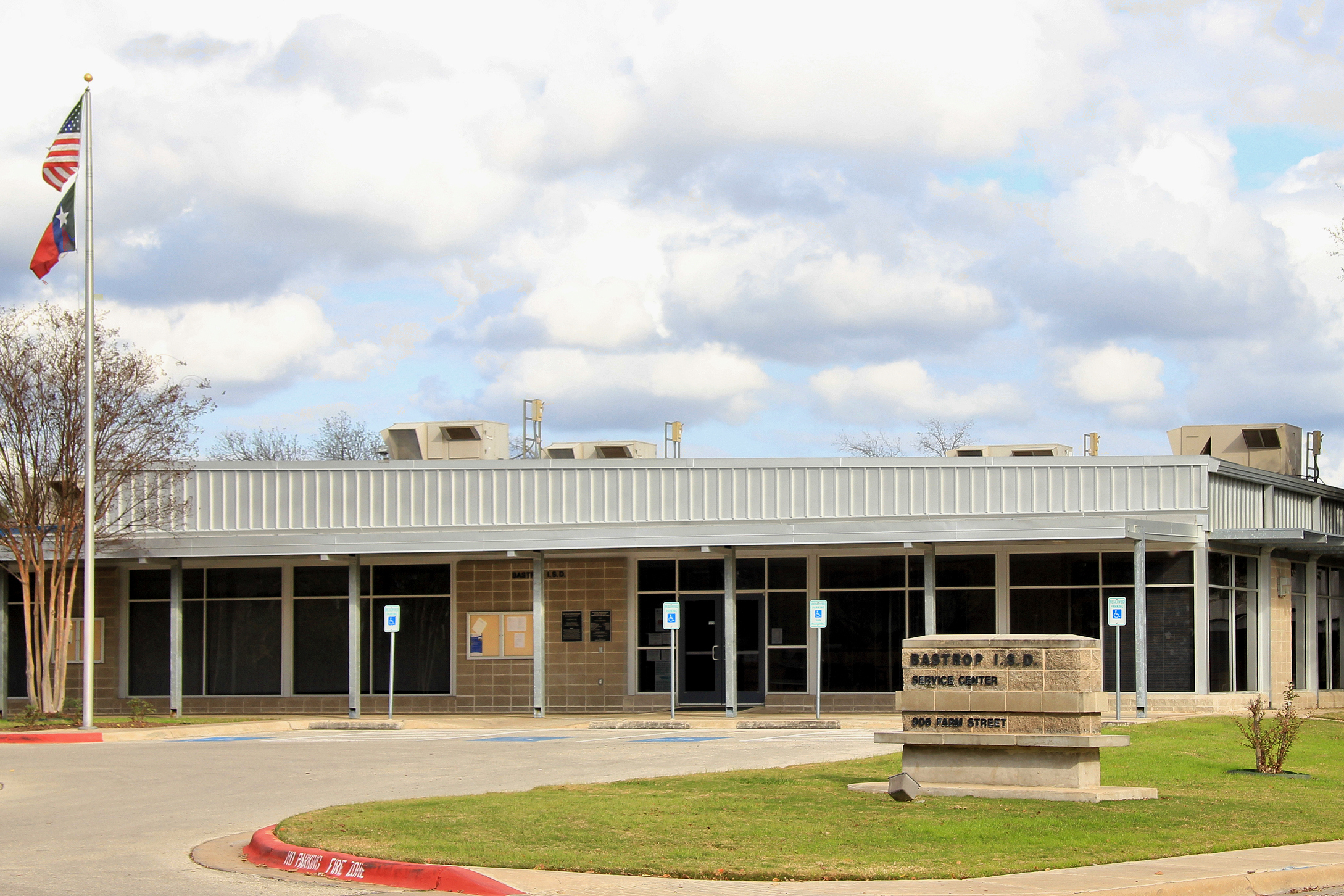
Sede del Bastrop ISD

El Distrito Escolar Independiente de Bastrop gestiona las escuelas públicas que sirven a la ciudad. La Emile Elementary School sirve a una parte de la ciudad, y la Mina Elementary School sirve a una otra parte. La Bastrop Intermediate School, la Bastrop Middle School, y la Bastrop High School sirve a toda de la ciudad.